# 茨城県道502号取手常総自転車道線

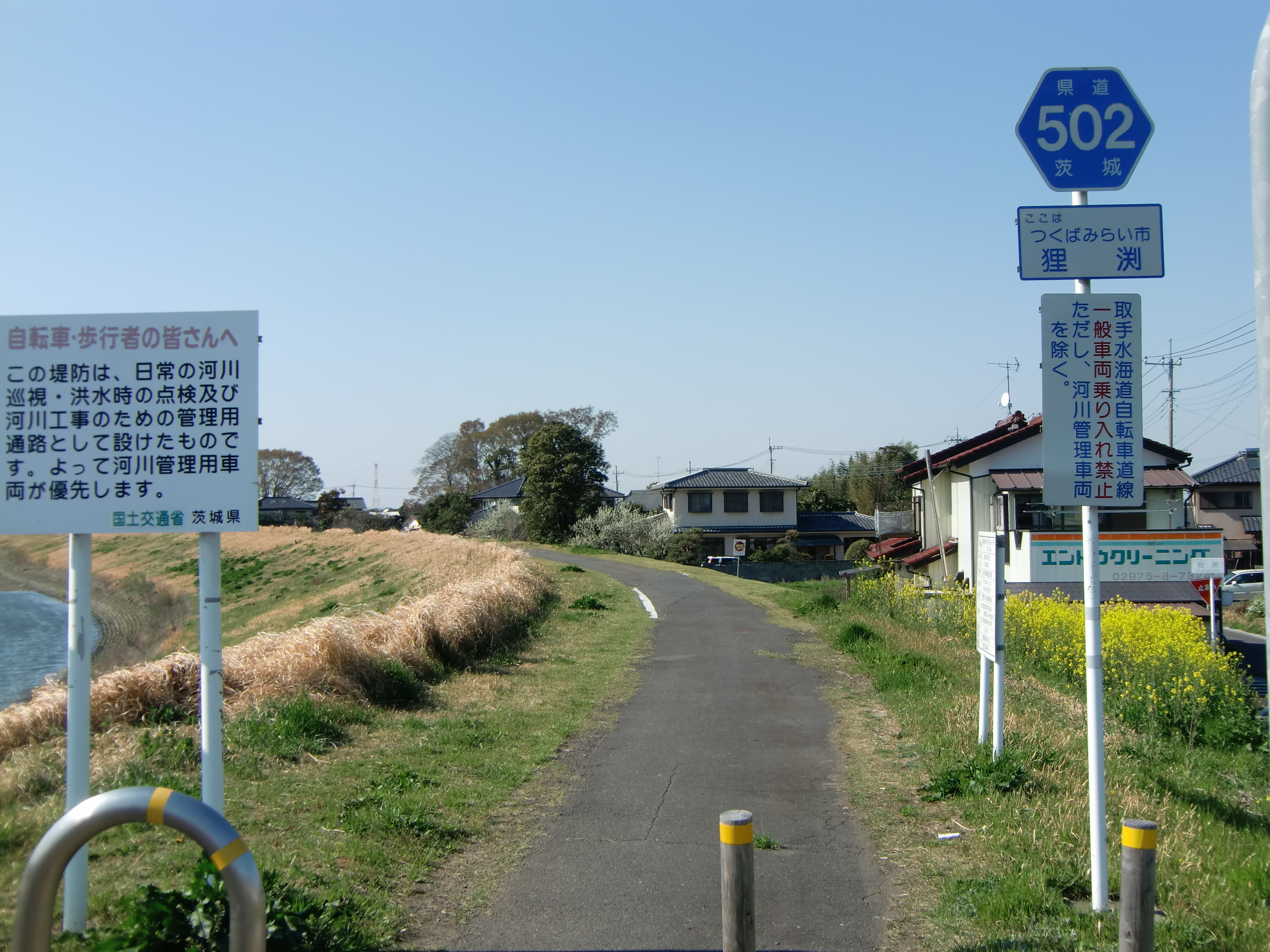
つくばみらい市狸渕（2011年4月撮影）

茨城県道502号取手常総自転車道線（いばらきけんどう502ごう とりでじょうそうじてんしゃどうせん）は茨城県取手市から常総市までを結ぶ県道（自転車道）である。別名、小貝川自転車道ともよばれる。

## 概要
取手市小文間から常総市新井木町まで主に利根川支流の小貝川の堤防上に整備された自転車道。区間は、戸田井橋 - 文巻橋 - 小貝橋 - 二三成橋 - 稲豊橋 - 谷和原大橋 - 大和橋北交差点の計画延長29.5キロメートル (km) で、稲豊橋と谷和原大橋を渡って小貝川の右岸と左岸を行き来する。このうち整備供用済区間は取手市宮和田 - つくばみらい市杉下と常総市の終点付近を合わせた計22.8 kmであり、残存区間6.2 kmについては1991年（平成3年）から整備が休止されている

### 路線データ
- 起点：茨城県取手市小文間
- 終点：茨城県常総市新井木町
- 重要な経過地：北相馬郡藤代町（現・取手市）、筑波郡伊奈村（現・つくばみらい市）、同谷和原村（現・つくばみらい市）[2]
- 総延長：29.487 km[3]
- 重用延長：0.560 km[3]
- 未供用延長：6.200 km[3]
- 実延長：22.727 km[3]

## 歴史
1979年（昭和59年）9月3日、茨城県は起点を取手市、終点を水海道市として整備する自転車道を県道取手水海道自転車道線として路線認定する。以来、道路整備が進められ取手市宮和田〜常総市新井木町の区間が随時部分開通されてきた。2006年（平成18年）、平成の大合併により自治体名の変更に伴い、路線名を県道取手常総自転車道線に改称している。

### 年表
- 1978年（昭和53年）：計画に着手する。
- 1979年（昭和54年）9月3日：県道取手水海道自転車道線（整理番号407）として路線認定される[2]。
- 1983年（昭和58年）9月22日：北相馬郡藤代町宮和田 - 山王 - 筑波郡伊奈村 - 筑波郡谷和原村杉下の区間（18,991.9 m）が自転車および歩行者専用道の道路区域に指定[4]。
- 1984年（昭和59年）4月2日：北相馬郡藤代町宮和田 - 山王 - 筑波郡伊奈村長渡呂 - 青木 - 筑波郡谷和原村鬼長の区間が供用開始される[5]。
- 1984年（昭和59年）10月29日：筑波郡谷和原村鬼長 - 同村杉下の区間が自転車および歩行者専用道に指定される[6]。
- 1984年（昭和59年）11月12日：谷和原村鬼長 - 同村杉下の区間が供用開始される[7]。
- 1986年（昭和61年）7月31日：筑波郡伊奈町大字長渡呂 - 同町大字青木の区間を供用開始[8]。
- 1991年（平成3年）2月4日：谷和原村寺畑 - 水海道市新井木町の区間（延長4,035 m）が供用開始される[9]。
- 1991年（平成3年）：全延長30.2 kmのうち22.8 kmを整備し、残りの部分の整備を休止することが決定[10]。
- 1995年（平成7年）3月30日：整理番号407から現在の番号（整理番号502）に変更される[11]。
- 2000年（平成12年）4月20日：藤代町大字藤代の区間（国道6号藤代バイパス付近：277 m）の県道付け替えによりルート変更[12]。
- 2004年（平成16年）2月23日：小貝川の橋梁（谷原大橋）架け替えによる道路区域変更[13]。
- 2006年（平成18年）4月1日：現在の路線名である取手常総自転車道線へ改称[14]。

## 路線状況

### 重複区間
- 茨城県道328号谷井田稲戸井停車場線（取手市市之代 - つくばみらい市狸渕）※稲豊橋
- 茨城県道3号つくば野田線（つくばみらい市鬼長 - 杉下）※谷和原大橋

## 地理

### 通過する自治体
- 茨城県
  - 取手市 - つくばみらい市 - （守谷市） - 常総市

### 交差する道路
- 国道6号（取手市宮和田）
- 国道6号藤代バイパス（取手市藤代）
- 茨城県道210号谷田部藤代線（取手市藤代 - 椚木）※小貝橋
- 茨城県道19号取手つくば線（取手市山王）
- 茨城県道328号谷井田稲戸井停車場線（取手市市之代 - つくばみらい市狸渕）※稲豊橋
- 茨城県道46号野田牛久線（つくばみらい市青木）※常総橋
- 常磐自動車道（つくばみらい市鬼長）
- 茨城県道3号つくば野田線（つくばみらい市鬼長 - 杉下）※谷原大橋
- 国道354号（常総市新井木町・大和橋北交差点）
- 茨城県道130号常総取手線（同上）
- 茨城県道129号下妻常総線（同上）

### 沿線
- 小貝川
- 取手市立藤代小学校（取手市藤代）
- 取手市総合公園（取手市椚木 - 中内）
- 間宮林蔵記念館（つくばみらい市上平柳）